# Залогин, Александр Васильевич
Александр Васильевич Залогин (23 февраля 1946, СССР — 25 июня 1999, Россия) — советский хоккеист, нападающий, мастер спорта, воспитанник школы московского «Спартака».
Выступал за пензенский «Дизелист» (1963—1965), московские «Спартак» (1965—1968) и «Крылья Советов» (1968—1970), калининский СКА/СКА МВО (1970—1972), саратовский «Кристалл» (1972—1975) и московский «Алмаз» (1975—1976). В составе «Спартака» в 1967 году стал чемпионом СССР, приняв участие в 18 матчах, в которых забросил 6 шайб и сделал 3 результативные передачи. Всего за красно-белых провёл 48 матчей и забросил 11 шайб. За «Крылья Советов» провёл 75 матчей (11 шайб).

## Достижения
- Чемпион СССР — 1967[2].
- Серебряный призёр чемпионата СССР — 1968[1].